# Resolutie 1133 Veiligheidsraad Verenigde Naties
Resolutie 1133 van de Veiligheidsraad van de Verenigde Naties werd unaniem door de VN-Veiligheidsraad aangenomen op 20 oktober 1997.

## Achtergrond
Begin jaren 1970 ontstond een conflict tussen Spanje, Marokko, Mauritanië en de Westelijke Sahara zelf over de Westelijke Sahara dat tot dan in Spaanse handen was. Marokko legitimeerde zijn aanspraak op basis van historische banden met het gebied. Nadat Spanje het gebied opgaf bezette Marokko er twee derde van. Het land is nog steeds in conflict met Polisario dat met steun van Algerije de onafhankelijkheid blijft nastreven. Begin jaren 1990 kwam een plan op tafel om de bevolking van de Westelijke Sahara via een volksraadpleging zelf te laten beslissen over de toekomst van het land. Het was de taak van de VN-missie MINURSO om dat referendum op poten te zetten. Het plan strandde later echter door aanhoudende onenigheid tussen de beide partijen, waardoor ook de missie nog steeds ter plaatse is.

## Inhoud

### Waarnemingen
Er waren nieuwe akkoorden gesloten over de uitvoering van het VN-plan voor de Westelijke Sahara. Dat hield
nog steeds een vrije onpartijdige volksraadpleging in voor zelfbeschikking.
De Veiligheidsraad was verder tevreden over de samenwerking van de partijen met de persoonlijke gezant van de
secretaris-generaal.

### Handelingen
De betrokken partijen – Marokko en Polisario – werden opgeroepen te blijven samenwerken aan het VN-plan. Het mandaat van MINURSO werd verlengd tot 20 april 1998 en de missie werd ook uitgebreid (er zouden 9 centra worden geopend om stemgerechtigden te identificeren en daarvoor waren een 150-tal personeelsleden nodig).
Dat identificatieproces moest tegen 31 mei 1998 afgerond worden. Ten slotte werd de secretaris-generaal gevraagd tegen 15 november uitgebreid te rapporteren met een gedetailleerd plan, tijdsschema en financiële gevolgen van de volksraadpleging en om dan elke 60 dagen te rapporteren over de uitvoering van het VN-plan.

## Verwante resoluties
- Resolutie 1108 Veiligheidsraad Verenigde Naties
- Resolutie 1131 Veiligheidsraad Verenigde Naties
- Resolutie 1148 Veiligheidsraad Verenigde Naties (1998)
- Resolutie 1163 Veiligheidsraad Verenigde Naties (1998)

Lijst ·  1093 ·  1094 ·  1095 ·  1096 ·  1097 ·  1098 ·  1099 ·  1100 ·  1101 ·  1102 ·  1103 ·  1104 ·  1105 ·  1106 ·  1107 ·  1108 ·  1109 ·  1110 ·  1111 ·  1112 ·  1113 ·  1114 ·  1115 ·  1116 ·  1117 ·  1118 ·  1119 ·  1120 ·  1121 ·  1122 ·  1123 ·  1124 ·  1125 ·  1126 ·  1127 ·  1128 ·  1129 ·  1130 ·  1131 ·  1132 ·  1133 ·  1134 ·  1135 ·  1136 ·  1137 ·  1138 ·  1139 ·  1140 ·  1141 ·  1142 ·  1143 ·  1144 ·  1145 ·  1146